# Люков, Валентин Иванович
Валенти́н Ива́нович Люков (30 октября 1930, село Нащекино, Центрально-Чернозёмная область — 1977, Москва) — советский писатель, сценарист, журналист.
Член КПСС с 1957 года.

## Биография
Валентин Иванович Люков родился в крестьянской семье 30 октября 1930 года в селе Нащёкино, Аннинского района, Воронежской области шестым по счету ребёнком в семье. Детство и юность прошли в деревнях Берёзовка, Старая Чигла, куда переезжала семья в связи с переводами отца, Люкова Ивана Константиновича, который занимался организацией первого колхоза в области.
В 1938 году Валентин пошёл учиться в 1-й класс Березовской средней школы. Во время Великой Отечественной войны, 12-летним парнишкой пахал на своей корове колхозные поля, жал рожь и косил траву. Отец и два брата были на фронте. В это же время много читал, пробовал писать стихи.
По окончании школы в 1948 году поступил курсантом в Махачкалинское пограничное училище войск МГБ СССР. Окончил его с отличием в 1951 году в звании лейтенанта и отправился проходить службу на Дальний Восток, где стал сначала заместителем, а потом начальником заставы в 57 Уссурийском отряде, неподалеку от острова Даманский.
В апреле 1954 года Валентин Люков ушёл в запас, а в следующем году поступил на сценарный факультет ВГИКа, который закончил в 1960 году. Выпускная работа — документальный фильм о Москве «Утро нашего города» — был удостоен золотой медали и первой премии на Венском фестивале молодёжи и студентов в Вене в 1959 году за лучший киносценарий. Во время учёбы во ВГИКе всерьез начал заниматься литературной работой, печатал очерки и рассказы в центральных газетах и журналах, работал вместе с Юрием Пановым над романом «Дорогу осилит идущий», который был издан в 1959 году.
В 1957 году Валентин Люков женился, в 1957 году у него родилась дочь, а в 1969 — сын. Работал корреспондентом в газете «Сельская жизнь», корреспондентом и заведующим отделом в журнале «Сельская молодёжь», на радио и телевидении. Много ездил по стране, собирая в этих поездках материал для своих произведений, главной темой которых стала жизнь людей села и тех, кто, так или иначе, связан с природой, землей непосредственно.

### Прижизненные издания
- «Дорогу осилит идущий»: Люков В. И., Панов Ю. А. // М., «Советская Россия», 1959, 480 с., роман.
- «Спорт в советском изобразительном искусстве»: Люков В. И., Панов Ю. А. // М., «Физкультура и спорт», 1960, 96 с.
- «Маринкина песня»: Люков В. И., Панов Ю. А. // М., «Советская Россия», 1961, сборник рассказов.
- «Мечта входит в жизнь» [Колхоз «Родина» Шикунов. района]: Люков В. И., Панов Ю. А. // М., «Советская Россия», 1963, 47 с.
- «Лесная симфония»: Люков В. И., Панов Ю. А. // М., «Знание», 1963, сборник рассказов.
- «Если полюбит земля»: Люков В. И., Панов Ю. А. // М., «Советская Россия», 1963, 39 с., повесть.
- «У подножия радуги»: Люков В. И. // М., «Советская Россия», 1964, 335 с., повесть.
- «Зарево над юностью»: Люков В. И., Панов Ю. А. // М., «Молодая гвардия», 1967, 333 с., повесть.
- «Посади своё дерево»: Белохонов И.В., лит. запись Люкова В. И. // М., «Молодая гвардия», 1971, 286 с., повесть.

### Другие издания
- Люков В. И. «У подножия радуги». Документальная повесть. — «Издательские решения», 2015. — 206 с. — ISBN 978-5-4474-0998-2.
- Люков В. И. «Северное сияние». Лирические новеллы. — «Издательские решения», 2017. — 98 с. — ISBN 978-5-4485-2582-7.
- Люков В. И., Панов Ю. А. «Зарево над юностью». — «Издательские решения», 2020. — 330 с. — ISBN 978-5-0051-5289-3.

## Фильмография
- «Люди одного завода» — киносценарий, Киностудия имени Горького, 1957.
- «Утро нашего города» — киносценарий, лирическая новелла, Центральная студия документальных фильмов, 1959.